# Darijan Bojanić
Darijan Bojanić, né le 28 décembre 1994 à Växjö en Suède, est un footballeur suédois qui évolue au poste de milieu défensif à l'Ulsan Hyundai.

## Biographie

### Gislaved IS
Il est formé au club de Gislaved IS, situé dans une petite ville nommée Gislaved, au sud de la Suède.
Il fait ses débuts en sénior durant la saison 2009, quand le club évoluait en Division 3 Sydvästra Götaland, équivalent de la cinquième division. Durant cette saison, il marque son premier but sénior en club.

### Östers IF
En août 2010, iI part dans le club de Östers IF, qui évoluait en deuxième division suédoise.
En 2012, le club est vainqueur de la Superettan et monte en première division suédoise en 2013.
En milieu de saison 2013, alors que le club enchaîne les mauvais résultats, il part et rejoint l'IFK Göteborg, en première division.

### IFK Göteborg
Le 1er août 2013, Darijan Bojanić s'engage avec l'IFK Göteborg, pour un contrat de quatre ans, le transfert étant estimé à deux millions de couronnes suédoises, équivalent à 230K €.
A la fin de l'année, le club est finaliste en coupe de Suède, et finit troisième du championnat. 
Durant son passage à l'IFK Göteborg, il dispute 10 matchs et inscrit 2 buts.

### Helsingborgs IF
Le 15 juillet 2014, Darijan Bojanić s'engage avec l'Helsingborgs IF, pour un contrat de quatre ans.
Le 8 août 2015, il inscrit son premier doublé en première division suédoise, lors d'un déplacement sur la pelouse du Falkenbergs FF (victoire 2-3).
Lors de la saison 2018, il termine deuxième meilleur passeur décisif de Superettan (D2), avec treize offrandes, en gagnant le championnat.

### Hammarby IF
Le 10 février 2019, Darijan Bojanić rejoint l'l'Hammarby IF, avec qui il signe un contrat de trois ans et demi. Il joue son premier match pour Hammarby le 1er avril 2019, contre l'IF Elfsborg, lors de la première journée de la saison 2019 d'Allsvenskan (1-1 score final).
Le 26 août 2019, il inscrit son second doublé en première division suédoise, une nouvelle fois sur la pelouse de Falkenbergs. Il permet à son équipe de s'imposer par deux buts à zéro.
Il termine la saison 2019 en étant le meilleur passeur décisif du championnat, avec onze offrandes.

### Ulsan Hyundai
En janvier 2023, Darijan Bojanić rejoint la Corée du Sud afin de s'engager en faveur du Ulsan Hyundai. Le transfert est annoncé dès le 14 novembre 2022.
Bojanić joue son premier match le 19 mars 2023, lors d'une rencontre de championnat face au Suwon FC. Il est titularusé et son équipe l'emporte par trois buts à zéro.
Bojanić marque son premier but pour le club le 24 avril 2024, à l'occasion de la demi-finale retour perdue par son équipe face aux japonais du Yokohama F. Marinos. Buteur sur penalty, il voit son équipe s'incliner après une séance de tirs au but.

### En sélection
Avec les moins de 20 ans, il inscrit un but lors d'un match amical contre la Finlande, le 12 octobre 2014.
Darijan Bojanić honore sa première sélection avec l'équipe nationale de Suède le 9 janvier 2020, en match amical contre la Moldavie. Il est titulaire au poste de milieu défensif ce jour-là et son équipe s'impose sur le score d'un but à zéro.

## Palmarès
IFK Göteborg
- Vainqueur de la Svenska Cupen
  - 2012-2013.

 Östersunds FK
- Vainqueur de la Svenska Cupen
  - 2016-2017.

 Hammarby IF
- Vainqueur de la Svenska Cupen
  - 2020-2021.